# Natalia Málysheva
Natalia Yúrievna Málysheva (en ruso: Наталья Юрьевна Малышева; Abakán, 2 de enero de 1994) es una deportista rusa que compite en lucha libre. Ganó dos medallas en el Campeonato Europeo de Lucha, en los años 2017 y 2025, ambas en la categoría de 53 kg.

## Palmarés internacional
| Campeonato Europeo | Campeonato Europeo      | Campeonato Europeo | Campeonato Europeo |
| Año                | Lugar                   | Medalla            | Categoría          |
| ------------------ | ----------------------- | ------------------ | ------------------ |
| 2017               | Novi Sad (Serbia)       | Medalla de plata   | 53 kg              |
| 2025               | Bratislava (Eslovaquia) | Medalla de bronce  | 53 kg              |